# Uromastyx ocellata
Uromastyx ocellata — ящірка з роду Шипохвостів з родини Агамових. Поширена в Африці.

## Опис
Загальна довжина сягає 28 см. Спостерігається статевий диморфізм. Забарвлення — самці забарвлені значно інтенсивніше та яскравіше, ніж самки. Верхня поверхня голови у самців червона або зелена з чорними, зеленими або червоними цятками. Колір спини у них цегляно-червоний або темно-зелений, зрідка синьо-зелений, поверх неї розташовуються 7-8 поперечних рядків жовтих плям з чорною облямівкою. Бічні сторони шиї, тулуба й хвоста темно-зелені, горло та груди світло-зелені або яскраво-сині, іноді синій колір поширюється на боки й бічні частини спини. Черево жовте. Верхня сторона кінцівок брудно-зелена, нижня — біла. Верхня поверхня хвоста синьо-зелена або червонувата, нижня — біла. У самок, на відміну від самців, забарвлення спини більше блякле та тьмяне. Хвіст у них жовтуватий або зелений. Голова коротка та широка. Тулуб сплощений, широкий. На передніх краях вушних отворів збільшеної луски немає. Луска тулуба та кінцівок дрібна і гладенька, лише зовнішня поверхня верхньої частини гомілки вкрита горбкуватою лускою. На нижній стороні стегон наявні по 12-17 стегнових пір з кожного боку. Хвіст порівняно довгий, 85-98% від довжини тіла, і дещо сплощений, вкритий зверху 22-29 поперечними рядками луски з шипиками. Шипи з боків хвоста помітно більше, ніж у середині.

## Спосіб життя
Полюбляє гамади (щебеневі пустелі) та регі (кам'янисті пустелі), де селяться по можливості в місцях зростання місцевих видів акації. Часто підіймається по стовбурах на дерева або на чагарники. У разі необхідності може зістрибнути на землю і сховатися у своїй норі, яку викопує тут же, біля коріння дерева. Харчується листям та квітками акацій. Часто їх заставали сплячими або відпочиваючими на гілках акацій досить високо над землею.
Це яйцекладна ящірка. Сезон парування починається у березні. У цей період самці бувають особливо яскраво забарвлені. Вагітність триває 4-6 тижнів, у травні-червні самки відкладають 11-16 яєць. Через 68—93 днів з'являються молоді шипохвости довжиною 7—9 см та вагою 4,5-6,7 г.

## Розповсюджена
Мешкає від південно-східного Єгипту, через Судан, Еритрею, Джибуті до північно-західної частини Сомалі.